# Natã
Natã Felipe de Amorim Santos (Ribeirão Preto, 5 giugno 2001) è un calciatore brasiliano, difensore della Juventude.

## Caratteristiche tecniche
È un difensore centrale.

## Carriera
Natã è entrato a far parte del settore giovanile del Grêmio nel 2019, dopo aver giocato in precedenza con Coritiba e Cianorte. Nel 2021 è stato ceduto in prestito all'Aimoré, dove ha debuttato ufficialmente il 12 giugno nell'incontro di Série D perso 1-0 contro il Joinville. Dopo aver rinnovato il prestito anche per i primi mesi del 2022, il 13 febbraio ha segnato il suo primo gol in carriera, contro l'União Frederiquense nel Campionato Gaúcho.
Terminata la competizione statale ha fatto ritorno al Grêmio, dove ha rinnovato il contratto fino al 2023. Ha debuttato il 18 giugno nell'incontro di Recopa Gaúcha vinto 5-0 contro il Glória. Nell'ottobre del 2023 ha prolungato il contratto per altri tre anni.

## Statistiche
Statistiche aggiornate al 1º giugno 2024.

### Presenze e reti nei club
| Stagione        | Squadra         | Campionato      | Campionato | Campionato | Coppe nazionali | Coppe nazionali | Coppe nazionali | Coppe continentali | Coppe continentali | Coppe continentali | Altre coppe | Altre coppe | Altre coppe | Totale | Totale | Totale |
| Stagione        | Squadra         | Comp            | Pres       | Reti       | Comp            | Pres            | Reti            | Comp               | Pres               | Reti               | Comp        | Pres        | Reti        | Pres   | Reti   |        |
| --------------- | --------------- | --------------- | ---------- | ---------- | --------------- | --------------- | --------------- | ------------------ | ------------------ | ------------------ | ----------- | ----------- | ----------- | ------ | ------ | ------ |
| 2021            | Aimoré          | PD/RS+D         | 0+10       | 0          |                 | -               | -               |                    | -                  | -                  |             | -           | -           | 10     | 0      |        |
| 2022            | Aimoré          | PD/RS           | 10         | 1          |                 | -               | -               |                    | -                  | -                  |             | -           | -           | 10     | 1      |        |
| 2022            | Grêmio          | PD/RS+A         | 0+5        | 0          | CB              | 0               | 0               |                    | -                  | -                  | RG+FGF      | 1+1         | 0           | 7      | 0      |        |
| 2023            | Grêmio          | PD/RS+A         | 2+2        | 0          | CB              | 0               | 0               |                    | -                  | -                  |             | -           | -           | 4      | 0      |        |
| 2024            | Grêmio          | PD/RS+A         | 0+5        | 0          | CB              | 1               | 0               | CL                 | 1                  | 0                  |             | -           | -           | 7      | 0      |        |
| Totale carriera | Totale carriera | Totale carriera | 34         | 1          |                 | 1               | 0               |                    | 1                  | 0                  |             | 2           | 0           | 38     | 1      |        |

## Palmarès

### Competizioni statali
- Campionato Gaúcho: 2

Grêmio: 2023, 2024